# Alain Bonnard
 (janvier 2012).
Si vous disposez d'ouvrages ou d'articles de référence ou si vous connaissez des sites web de qualité traitant du thème abordé ici, merci de compléter l'article en donnant les références utiles à sa vérifiabilité et en les liant à la section « Notes et références ».
Alain Bonnard, né le 24 décembre 1939 à L'Horme et mort le 31 octobre 2011 à Vichy, est un compositeur français. 

## Biographie
Après s'être impliqué dans la vie musicale, et avoir composé 112 œuvres, il a cessé volontairement d'écrire en 1998. Les manuscrits de toutes ses œuvres, éditées ou restées inédites, sont déposés aux Archives municipales de Vichy, ville où il a vécu retiré depuis cette date. Il y meurt le 31 octobre 2011.

## Œuvres
Alain Bonnard est l'auteur d'un Lexique des annotations et termes musicaux, utilisé dans les conservatoires français.

### Œuvres musicales
- Opus 1 : Sonate no 1 pour saxophone soprano et piano, dédiée à Serge Bichon, Éditions Françaises de Musique
- Opus 2 : Chanson d'aube, pour une guitare, Éditions Leduc
- Opus 19 : Dancerie, pour une guitare, A. Leduc éditeur
- Opus 20 : Menuets, pour quatre clarinettes, Éditions Leduc
- Opus 37 : Cinq ricerari, pour deux guitares, A. Leduc éditeur
- Opus 39 : Dix pièces brèves, pour une guitare, A. Leduc éditeur
- Opus 42 : Bis, pour flûte, hautbois, clarinette et saxophone alto, Billaudot éditeur
- Opus 45 : Élégie amoureuse dans le style des anciens, pour petite harpe et guitare, Éditions d'Oz-Québec
- Opus 61 : Sonatine brève, pour flûte et guitare, A. Leduc éditeur
- Opus 73 : Simple Ariette, pour piano et orchestre de clarinettes, Éditions A. Leduc
- Opus 79 : Trèble, pour hautbois, saxophone alto et violoncelle, A. Leduc éditeur
- Opus 82 : Bluettes, pièces pour les débutants :
  - pour hautbois et piano, Éditions A. Leduc
  - pour clarinette et piano, Éditions A. Leduc
  - pour basson et piano, Éditions A. Leduc
- Sans numéro d'opus :
  - Mélancolie du soir, pour clarinette et quatuor à cordes, A. Leduc éditeur
  - Sonnet de Mallarmé, pour voix et ensemble de saxophones, A. Leduc éditeur

### Œuvre littéraire
- Alain Bonnard, Le Lexique : annotations et termes musicaux, BG éd, 1993 (ISBN 2-9507816-0-8 et 978-2-9507816-0-4, OCLC 30429421, lire en ligne)